# Homalium integrifolium
Homalium integrifolium là một loài thực vật có hoa trong họ Liễu. Loài này được (Lam.) Baill. mô tả khoa học đầu tiên năm 1886.